# Taavi Aas

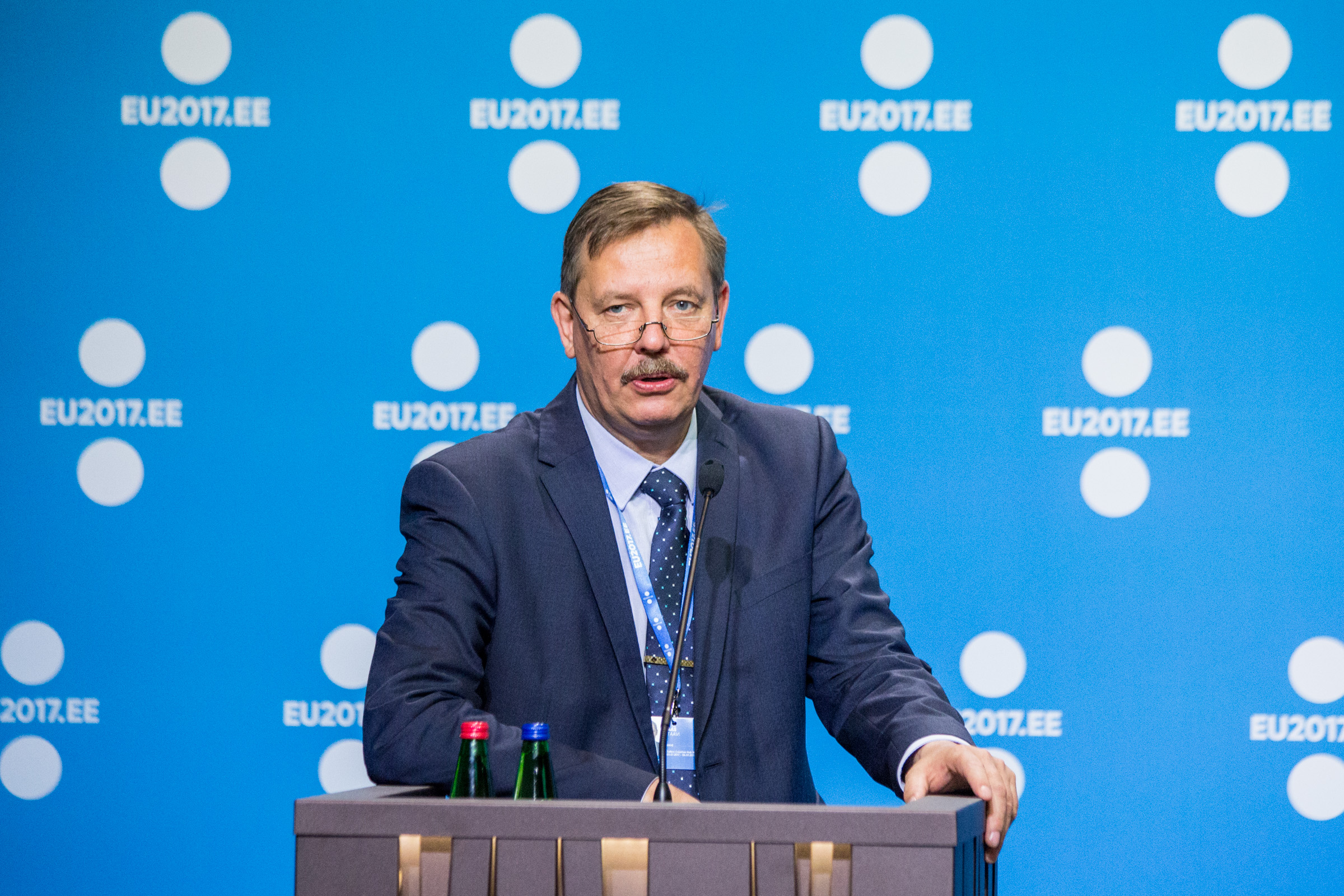
Taavi Aas (2017)

Taavi Aas (* 10. Januar 1966 in Tallinn) ist ein estnischer Politiker. Von 2015 bis 2019 war er Oberbürgermeister seiner Heimatstadt. Vom 29. April 2019 bis zum 3. Juni 2022 war er Minister für Wirtschaft und Infrastruktur der Republik Estland. Er gehört der konservativen Isamaa an.

## Leben
Taavi Aas wurde 1966 in Tallinn, der Hauptstadt der damaligen Estnischen SSR, geboren. Nach seinem Schulabschluss besuchte er die Estnische Universität der Umweltwissenschaften, an der er 1991 einen Abschluss in Agrarwirtschaft machte. Danach war er von 1993 bis 2005 in der freien Wirtschaft tätig.

### Politik
Seit 2002 ist Taavi Aas Mitglied der der Estnischen Zentrumspartei. Im Jahr 2005 wurde er stellvertretender Bürgermeister von Tallinn. Als Nachfolger von Edgar Savisaar wurde er 2017 zum Oberbürgermeister seiner Heimatstadt gewählt, nachdem er den Posten nach der Amtsenthebung von Savisaar 2015 bereits geschäftsführend übernommen hatte.
Bei der Parlamentswahl 2019 gelang es Aas einen Sitz im estnischen Parlament (Riigikogu) zu erringen. Er verzichtete daraufhin überraschend auf das Amt als Oberbürgermeister und nahm stattdessen das Abgeordnetenmandat an. Bei der Bildung der neuen Regierung wurde er zum Minister für Wirtschaft und Infrastruktur berufen. Er behielt dasselbe Ministeramt in der neuen Koalitionsregierung unter Ministerpräsidentin Kaja Kallas. Diese verlor er mit der Aufkündigung der Koalition durch die Ministerpräsidentin am 3. Juni 2022.
Wie einige andere Mitglieder, verließ er im Herbst 2023, nach der Wahl von Mihhail Kõlvart zum neuen Vorsitzenden, die Zentrumspartei. Im Februar 2025 gab er bekannt, dass er sich der konservativen Isamaa angeschlossen hat.

### Privates
Taavi Aas ist verheiratet und dreifacher Vater. Neben Estnisch beherrscht er auch Englisch, Russisch und Finnisch.